# Ulf Hielscher
Pour les articles homonymes, voir Hielscher.
Ulf Hielscher, né le 30 novembre 1967 à Neubrandenbourg, est un bobeur allemand.

## Carrière
Ulf Hielscher participe aux Jeux olympiques d'hiver de 1994 à Lillehammer, où il est médaillé de bronze olympique de bob à quatre avec René Hannemann, Carsten Embach et Wolfgang Hoppe.

## Palmarès

### Jeux Olympiques
- : médaillé de bronze en bob à 4 aux JO 1994.